# Peter Fendi
Peter Fendi, född 4 september 1796 i Wien, död 28 augusti 1842 i Wien, var en österrikisk konstnär under Biedermeier-perioden. Han målade porträtt och genrebilder. Han är mest känd för sina erotiska motiv och sina pionjärverk inom kromlitografin. Han var en framstående avtecknare av antikens minnesmärken. Som målare var han en av genrens populära representanter i Österrike och utbildade många lärjungar.
Fendi föddes i Wien som son till läraren Joseph Fendi och dennes fru Elisabeth. Eftersom han visade konstnärlig skicklighet som barn började han på S:ta Annas konstakademi som trettonåring, och studerade där i tre år. Genom bekantskap med Joseph Barth, konstsamlare och ögonläkare vid hovet, blev Fendi anställd på Kejserliga Mynt- och Antikkabinettet som tecknare. Han invaldes i Wiens konstakademi år 1836.

## Galleri

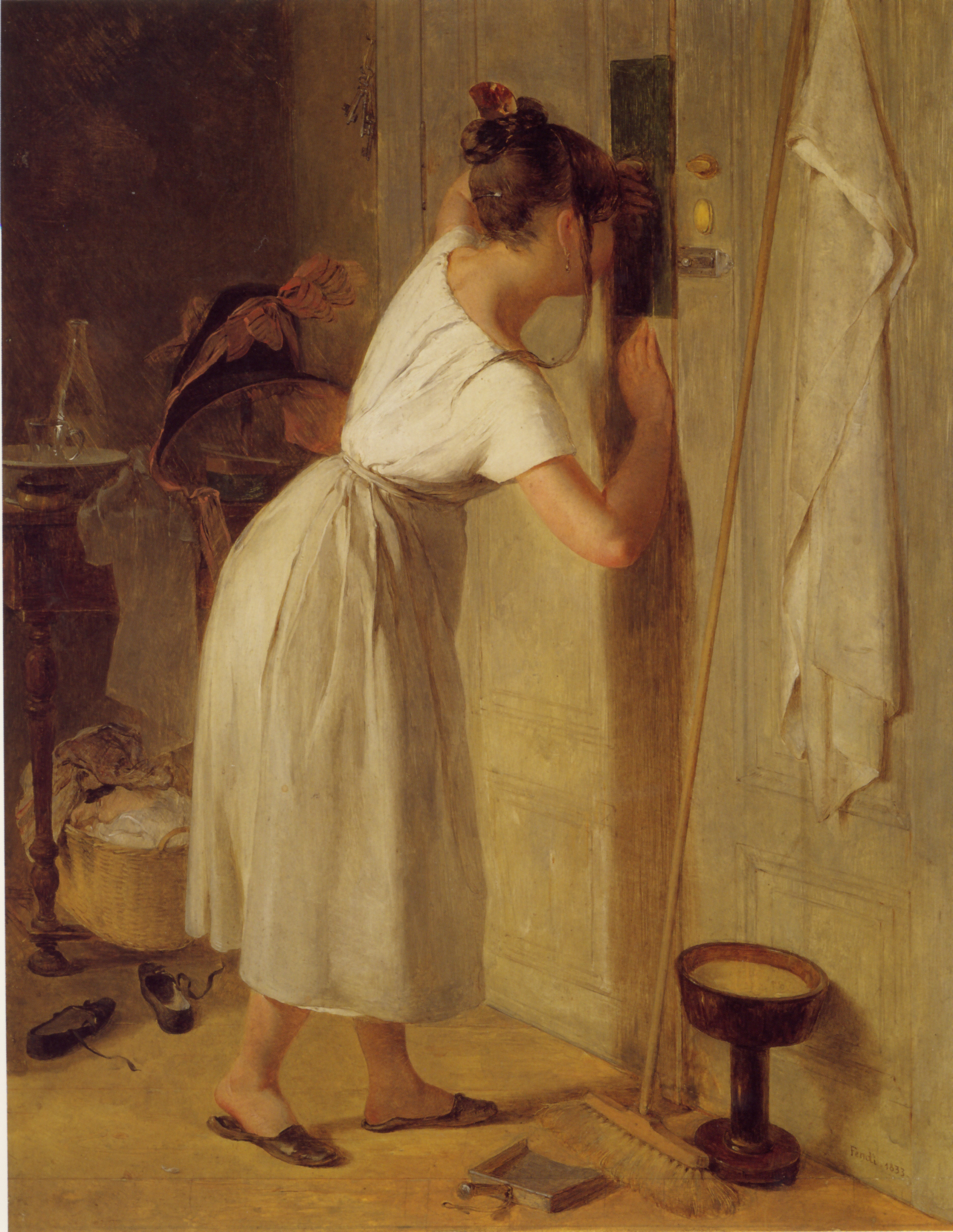
Smygtittaren
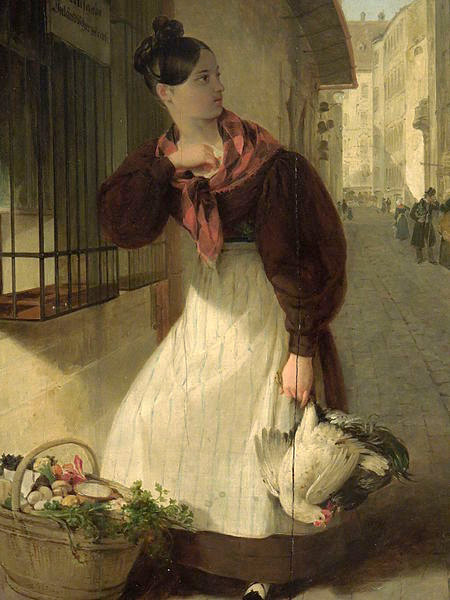
Flicka med ett brev
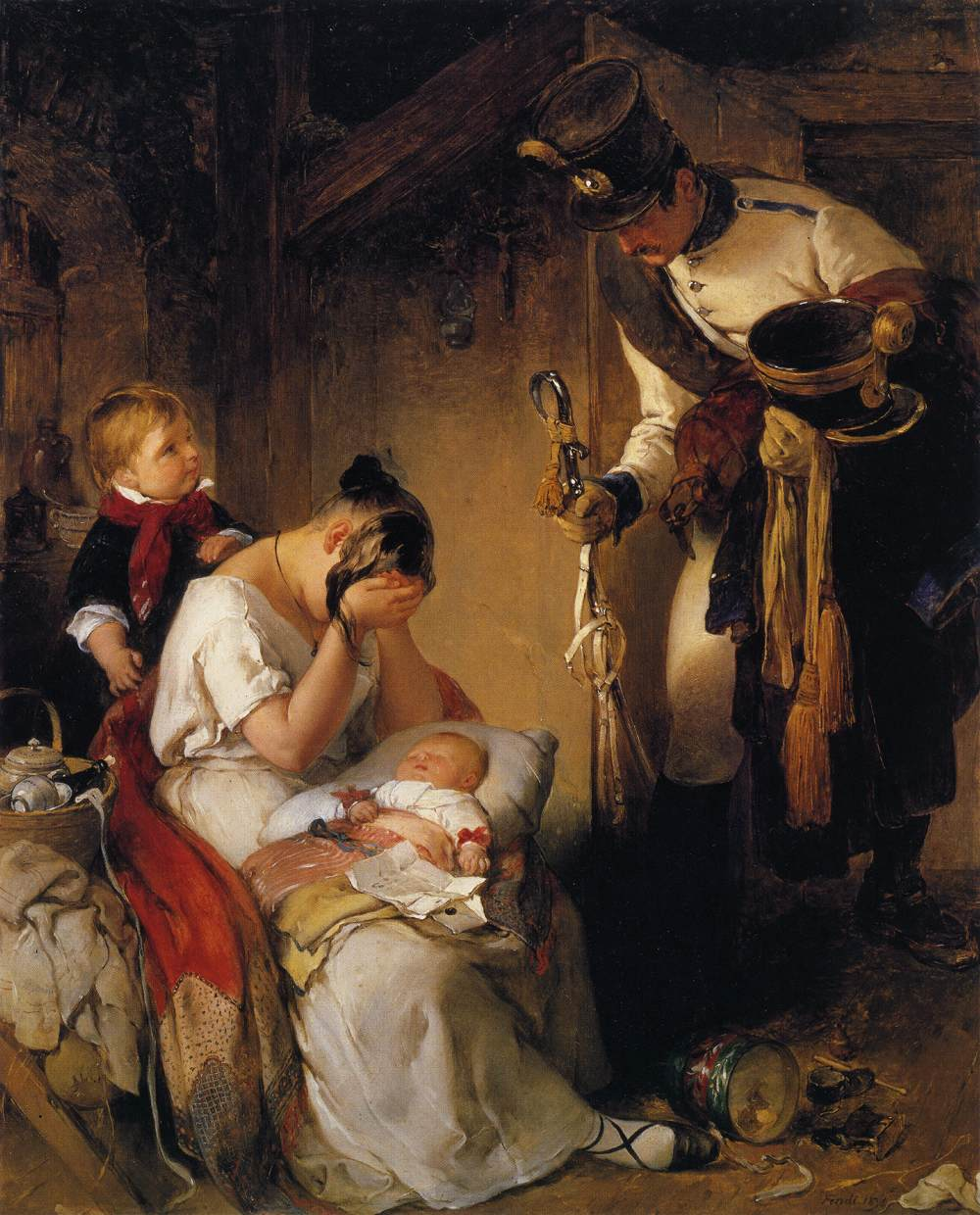
Det sorgliga meddelandet
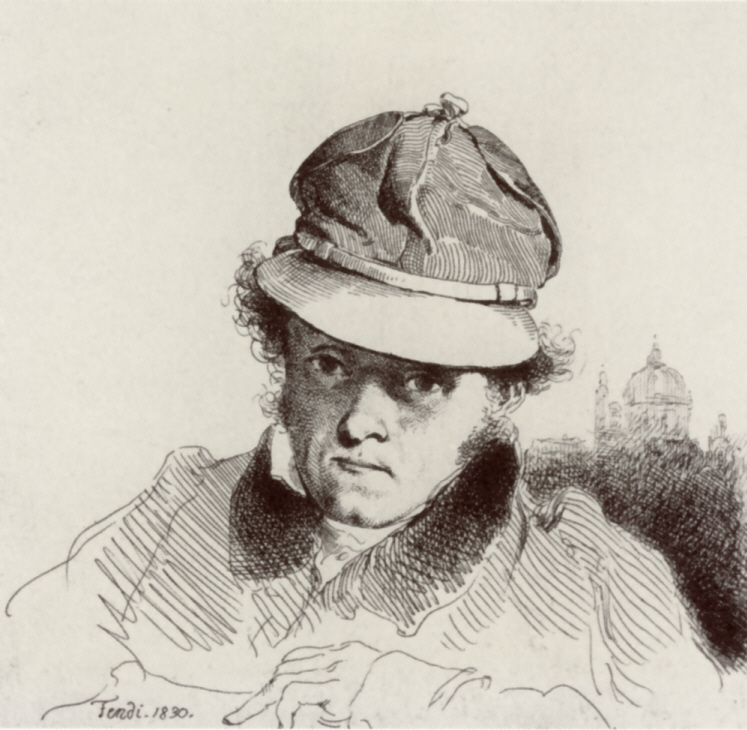
Självporträtt
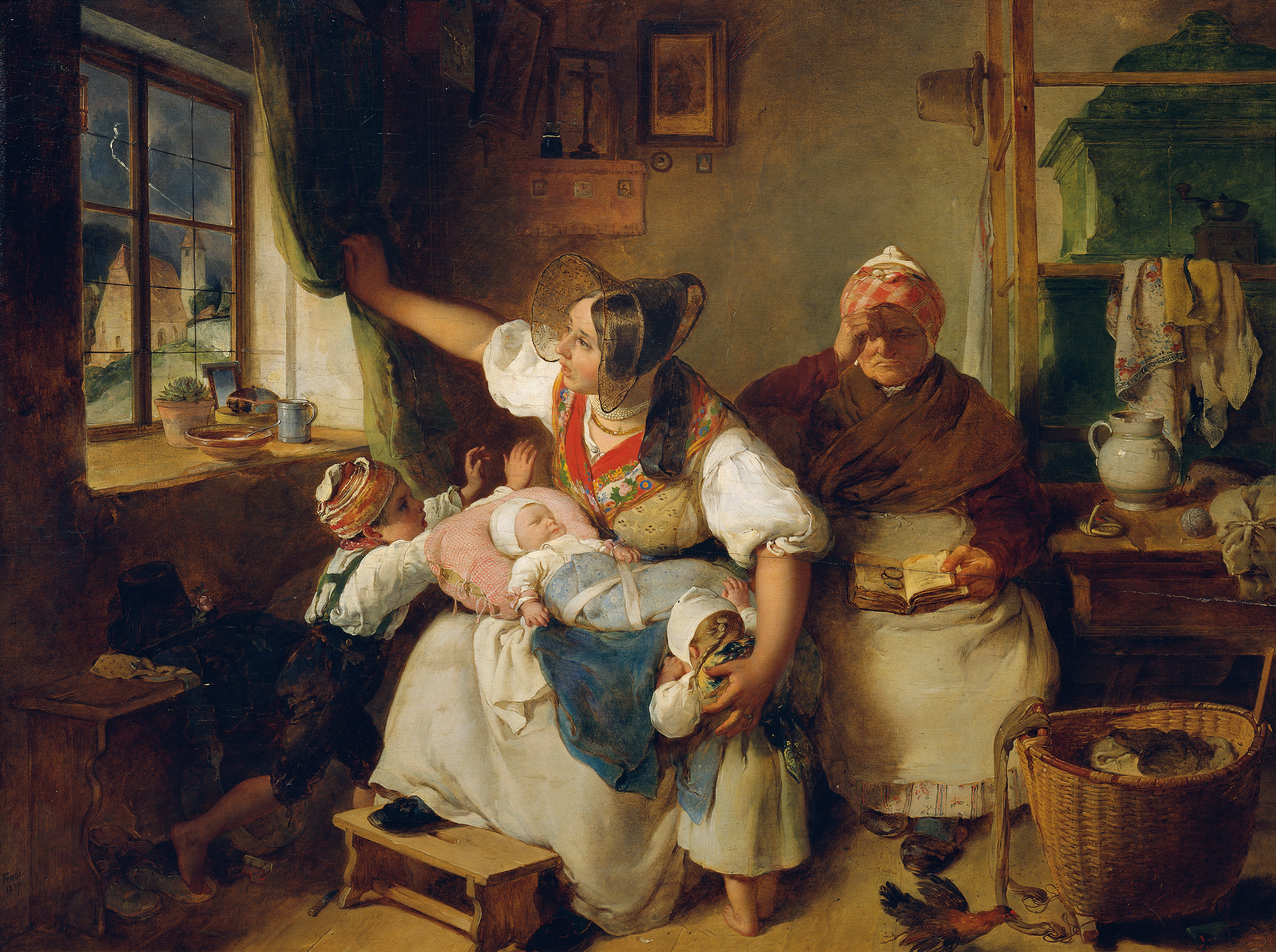
Ovädret